# Ácsán Mun
Ácsán Mun Bhúridatta, thai: มั่น ภูริทตฺโต, RTGS: Man Phurithatto, lao: ຫຼວງປູ່ມັ່ນ ພູຣິທັຕໂຕ, (Ubonratcsathani, 1870. január 20. – Ubonratcsathani, 1949. november 11.) vagy Luang Pu Mun vagy egyszerűen Ácsán Mun thai buddhista szerzetes (bhikkhu) volt. A tiszteletreméltő Ácsán Szaó Kantaszíló tanítványaként a thai erdei hagyomány egyik alapítójaként tekintenek rá.

## Élete
Ácsán Mun egy Baan Kham Bong nevű faluban született, az észak-thaiföldi Iszánban.
Thaiföldön belül történt egy buddhista reformmozgalom Dhammajut néven, amelyet Mongkut herceg (1804-1868) kezdett el az 1820-as években. Mongkut herceg egy megszentelt szerzetes lett, és új szerzetesrendet indított Dhammajuttika rend néven. A vinaja szigorú betartása mellett a hangsúly a vipasszana meditáción és a Pali Kánon tanulmányozásán volt. Szerzetesi felavatást 1893ban kapott. Az egész életében vándor szerzetesként, a thai erdei hagyomány bhikkhujaként, járta Thaiföldet, Burmát és Laoszt, miközben az ideje nagy részét erdőkben töltötte, és közben meditációt végzett. Tanítómesterével, Ácsán Szaó Kantaszílóval (1861–1941) együtt hatalmas követőtáboruk volt, és idővel megalapították thai buddhista erdei hagyományt (más néven a kammatthána hagyomány). Ennek a hagyománynak ma már az egész világon vannak követői. A Szuddhavasza kolostortemplomban halt meg, a thaiföldi Szakon Nakhon tartományban.

## Erdei meditáció
Ácsán Mun gyakorlata szigorú keretek között, a városok zajától távol történt. Hűségesen követte és betartotta a vinajában (egyházi rendszabályzat) előírtakat, valamint a 13 klasszikus dhutanga (aszkéta) gyakorlatot is gyakorolta, például csak alamizsnából tartotta fenn magát, csak használt ruhadarabokat viselt, és az erdőben élve napi csupán egyszer vett magához ételt. Az őt követő szerzeteseket nevezik ma úgy, hogy thudong, amely a páli nyelvű szó thai kiejtése.
Thaiföld és Laosz elhagyatott vidékein élve távol volt az egyházi élet felelősségeitől és kötelezettségeitől, így az ideje legjavát meditációval töltötte. A gyakorlatok szigorúsága ellenére nagyszámú gyakorlósereget vonzott, akik hajlandóak voltak az erdei életre, hogy tanulhassanak tőle.

## További hivatkozások
- The Customs of the Noble Ones, - Thánisszaró Bhikkhu jellemzése az thai eredei hagyományt illetően.(angolul)
- A Heart Released - The Teachings of Phra Ajaan Mun Bhūridatta Thera, Ácsán Mun ceremóniarészletek 1944-45 között. (ford: Thánisszaró Bhikkhu)(angolul)
- Princeton Dictionary of Buddhism (Ajahn Mun Bhūridatta). Princeton, NJ: Princeton University Press, 22. o. (2013. március 25.). ISBN 9780691157863(angolul)
- Venerable Ācariya Mun Bhuridatta Thera: A Spiritual Biography, (online html) "The biography of Ven. Ācariya Mun Bhuridatta composed by his disciple and fellow Ven. Ācariya Maha Boowa Ñānasampanno. történetek(angolul)
- Patipada – Venerable Ācariya Mun's Path of Practice, a Dhutanga Kammaṭṭhāna gyakorlatok.(angolul)